# Front Obrer de Catalunya
El Front Obrer de Catalunya fou un moviment socialista de l'època franquista que formava part de la resistència a la dictadura de Franco. Fou fundat el 1961 com a hereu de l'Associació Democràtica Popular de Catalunya (ADPC), i els seus referents eren la revolució hongaresa de 1956, la revolució cubana de 1959, la resistència algeriana d'Ahmed Ben Bella i l'exemple de l'autogestió iugoslava.
Tot i que els seus integrants eren de procedències diverses, adoptà un socialisme d'esquerres antiimperialista i dissident de la línia comunista oficial. Es definien com a socialistes, populistes i federalistes. La militància era molt jove i amb tendència a trencar els esquemes existents. No tenien estatuts formals i per això mai no es van constituir com a partit. Entre els seus dirigents destacaren Isidre Molas i Batllori, José Ignacio Urenda i Bariego, Pasqual Maragall i Mira, Alfons Carles Comín, Daniel Cando Cando, Joan Font Pérez, Josep Antoni González i Casanova, Josep Maria Vegara i Carrió i Miquel Roca i Junyent, entre d'altres. Els seus òrgans d'expressió foren, successivament, Revolució (1961-62), Presencia Obrera (1964-5) i Poder Obrero (1969).
Va mantenir lligams federals amb el Frente de Liberación Popular (FLP) i l'Euskadiko Sozialisten Batasuna (ESB). Competí amb el PSUC pel control del naixent moviment de les Comissions Obreres, i aconseguí dominar-ne la coordinació local fins al 1968 (comitès d'empresa de La Maquinista Terrestre i Marítima, AEG, Harry Walker i altres). El 1970 es va dissoldre i els seus militants s'escamparen per les diferents organitzacions d'esquerres de la clandestinitat antifranquista (PSUC, COC, MCC i LCR), tot i que molts varen confluir finalment amb la fundació de Convergència Socialista de Catalunya i, després, del PSC.